# Monumento a Colón (Huelva)
El Monumento a Colón, también conocido como Monumento a la Fe Descubridora, es una escultura conmemorativa situada a las afueras de la ciudad española de Huelva, en la Punta del Sebo, paraje donde confluyen los ríos Odiel y Tinto. Proyectado por la «Columbus Memorial Foundation» y diseñado por la escultora estadounidense Gertrude Vanderbilt Whitney, fue donado a España por los Estados Unidos en 1929. El monumento está considerado Bien de Interés Cultural.

## Historia
La idea original de realizar un monumento dedicado a la figura de Colón surge de William Hussey Page en 1917, cuando en un viaje de negocios por España, al perder el barco que le debía llevar de regreso a Nueva York, decide esperar al siguiente barco viajando a la Rábida, en Palos de la Frontera, donde, posteriormente en un discurso comenta: 

«Entonces miré por los alrededores para ver cómo podría aprovechar mi estancia en Cádiz. Se me ocurrió que Colón había salido de Huelva y Palos, que están a unas ochenta millas de Sevilla, y Sevilla está a ochenta millas de Cádiz. Fui a Huelva y pregunté cómo llegar al lugar desde donde había partido Colón. Me dijeron que tardaría veinticuatro horas pero, indagando, descubrí que podría ir y venir en tres. En un barco de vela que servía de transbordador, me dirigí hacia allí. Está solo a 3 millas. El sitio desde donde podría haber salido Colón es La Rábida, un convento que recibe ese nombre. El puerto desde el que realmente salió es Palos, que está a tres millas más lejos. Desembarqué en el muelle de La Rábida, desde donde se sube al convento. Había supuesto que si existía un lugar en el mundo donde los americanos hubieran querido homenajear al hombre que impulsó la civilización en América, el lugar sería ese».

Al poco tiempo se constituyó como entidad la «Columbus Memorial Foundation» que sería la encargada de llevar a cabo el monumento. Dicha entidad encargó la realización de este monumento en 1927, siendo igualmente esta institución la que lo financiaría en buena medida. La escultura fue diseñada por la escultora estadounidense Gertrude Vanderbilt Whitney, mientras que la construcción fue supervisada sobre el terreno por Florence J. McAuliffe. Las obras se desarrollaron durante buena parte de 1928 y comienzos de 1929.

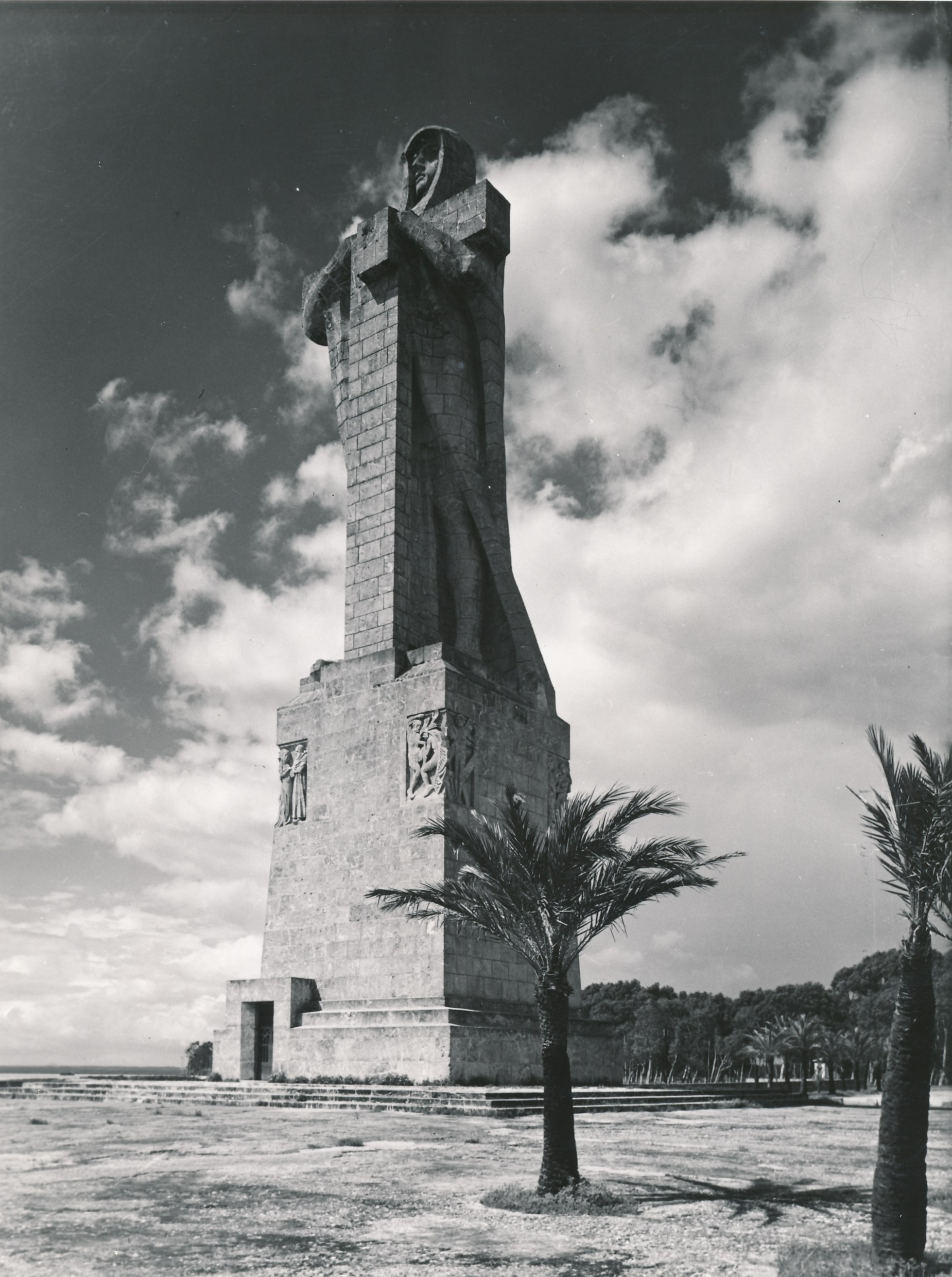
El Monumento a Colón hacía 1960

La inauguración del monumento se produjo el 21 de abril de 1929. Comúnmente se identifica esta imagen con la figura del propio Cristóbal Colón. Al respecto, Whitney, en una entrevista realizada un día antes de la inauguración para la revista Blanco y Negro, declaró: 

«He querido dar a mi monumento un carácter simbólico. El monumento a Colón no representa, pues, a Colón corporalmente. Representa la figura de un navegante que mira con ojos visionarios hacia el Oeste, hacia donde debió mirar también el insigne descubridor, cuando presentía América».

 En otra entrevista, la autora expresa de manera unívoca que es una estatua dedicada a Colón, pero con una amplia significación simbólica: 

«No he querido representar sólo la figura corpórea del descubridor de América, sino también el espíritu que le impulsó y alentó en su gran empresa: el espíritu lleno de fe de los Reyes Católicos y del pueblo español. El Colón de mi estatua simboliza toda la civilización cristiana que con él penetró en las tierras vírgenes».

## Características

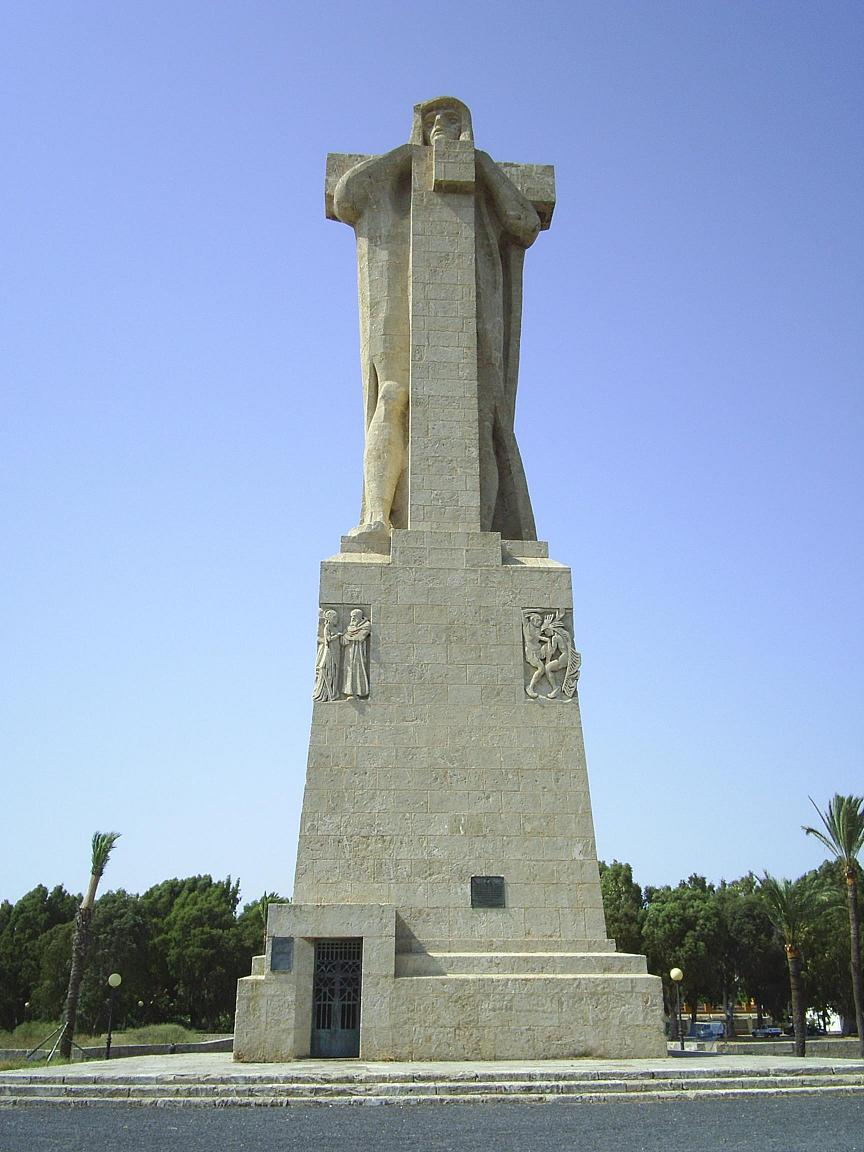
Vista frontal del monumento.

El monumento se encuentra situado en una plataforma artificial realizada sobre la playa natural existente, a unos cuatro kilómetros del casco urbano, en el paraje conocido como la Punta del Sebo, en la Ría de Huelva, lugar donde confluyen los ríos Tinto y Odiel, y fue levantado cuando aún era un espacio natural de playa. El estilo del monumento, construido con piedras procedentes de la localidad onubense de Niebla, generalmente lo encuadran dentro del arte cubista, aunque hay otras fuentes que indican que está inspirado en el arte de las grandes esculturas egipcias, no en vano la autora visitó poco tiempo antes de su construcción dicho país. Es una de las señas de identidad más notables de la ciudad de Huelva.
Mide aproximadamente 37 metros de altura, consiste en una figura humana apoyada sobre una cruz en forma de «Tau» (símbolo franciscano). En su pedestal se encuentran diversos bajorrelieves que representan a las culturas azteca, inca, maya y cristiana, o bien a los cuatro continentes: Asia, África, Europa y América. El interior del pedestal está hueco, y en él se pueden encontrar motivos relativos al descubrimiento y los nombres tanto de los descubridores que viajaron en las carabelas como de los miembros de la Columbus Memorial Foundation. También aparece un grupo escultórico representando a los Reyes Católicos.
En 2016 fue inscrito en el Catálogo General del Patrimonio Histórico Andaluz con el carácter de Bien de Interés Cultural, dentro del Sitio Histórico de los Lugares Colombinos.

## Placas conmemorativas

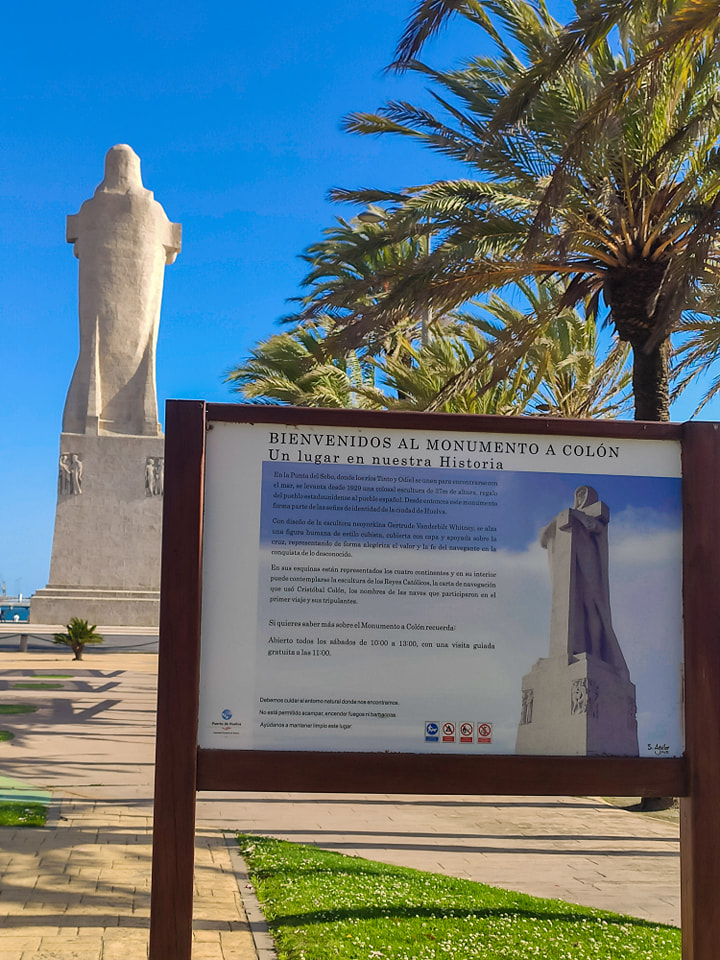
Cartel informativo junto al Monumento.

En agosto de 1956, el embajador de Estados Unidos en España, John Davis Lodge, descubrió una lápida conmemorativa que le fue agregada, en la que puede leerse el siguiente texto (original en mayúscula sostenida):

Esta estatua fue donada en 1929 al pueblo español por el pueblo de los Estados Unidos como expresión de amistad a la Nación cuya generosidad y clara visión hicieron posible el descubrimiento de Colón. Erigida bajo los auspicios del Columbus Memorial Fund. Escultora Gertrude V. Whitney. En 1956 John Davis Lodge, embajador de los Estados Unidos descubrió esta placa para reafirmar la amistad de los dos pueblos.

 Y en 1980 la siguiente:

1880-1980. La Real Sociedad Colombina Onubense en el centenario de su fundación dedicó esta placa en honor de los marineros que bajo el mando de Colón y de los Hermanos Pinzón hallaron un nuevo mundo. Emiliano Sanz Escalera. Presidente. José Mª Segovia Azcárate. Secretario.

## Denominación
Tanto «Monumento a Colón»  como «Monumento a la Fe Descubridora» son los nombres por los que se conoce, en distintos medios, a esta obra, ya sea de forma indistinta o dándole prioridad a una denominación. Por ejemplo, algunas fuentes citan a «Monumento a Colón» como un nombre «popular», «familiar», el «más conocido en Huelva» o incluso erróneo y una confusión creada por la prensa. Por otro lado, diferentes fuentes designan a «Monumento a la Fe Descubridora» como el «nombre oficial», sin embargo otras califican esta denominación como un mero «subtítulo» y otras lo citan como erróneo.
En prensa contemporánea a su fecha de inauguración en 1929, el término «Monumento a Colón» es el único que se menciona. Existen investigaciones en las que se afirma, con pruebas documentales de  la época en que se inauguró, que «Monumento a Colón» es el nombre original, mientras que «Monumento a la Fe Descubridora» es secundario y que deriva de una nota de 1970 en la que José María Segovia usa el adjetivo «la fe descubridora» para referirse al polo industrial que se había implantado en terrenos detrás del monumento, a partir de la cual se popularizó y finalmente se oficializó. No obstante, ya desde una nota anterior del propio Segovia usaba «Monumento a la Fe Descubridora» como nombre propio y aludía a un debate respecto al mismo; declarando, en esta y futuras veces, que los onubenses siempre lo llaman «Monumento a Colón». Sin embargo, este autor, en sus libros, lo denomina «Monumento a Colón».